# City and East (circonscription électorale de Londres)
Circonscription territorial de 
l'Assemblée de Londres
City and East est une circonscription territorial  de la London Assembly.
Elle recouvre les borough londoniens de Barking and Dagenham, Cité de Londres, Newham et Tower Hamlets
Son siège est actuellement détenu par Unmesh Desai du Parti travailliste.

## Membres de l'Assemblée
| Élection | Élection | Membre       | Parti        | Portrait |
| -------- | -------- | ------------ | ------------ | -------- |
|          | 2000     | John Biggs   | Travailliste |          |
|          | 2016     | Unmesh Desai | Travailliste |          |

## Résultats de l'élection
| Parti                        | Parti                        | Candidat                     | Voix    | %    | ±    |
| ---------------------------- | ---------------------------- | ---------------------------- | ------- | ---- | ---- |
|                              | Travailliste                 | Unmesh Desai                 | 122,175 | 57,8 | -5.2 |
|                              | Conservateur                 | Chris Chapman                | 32,546  | 15,4 | +0.8 |
|                              | Green                        | Rachel Collinson             | 18,766  | 8,9  | +2.5 |
|                              | UKIP                         | Peter Harris                 | 18,071  | 8,6  | +5.5 |
|                              | Libéral Démocrate            | Elaine Bagshaw               | 10,714  | 5,0  | +0.8 |
|                              | Respect                      | Mikail Rayne                 | 6,722   | 3,2  | N/A  |
|                              | Take Back The City           | Amina Gichinga               | 1,368   | 0,7  | N/A  |
|                              | All People's                 | Aaron D'Souza                | 1,009   | 0,5  | N/A  |
| Majorité                     | Majorité                     | Majorité                     | 89,629  | 42,4 | -6   |
| Total des suffrages exprimés | Total des suffrages exprimés | Total des suffrages exprimés | 211,421 | 98.5 | +0.4 |
| Votes nuls                   | Votes nuls                   | Votes nuls                   | 3,203   | 1.5  | -0.4 |
| Participation                | Participation                | Participation                | 214,624 | 43   | +8.2 |

| Parti                        | Parti                        | Candidat                     | Voix    | %     | ±      |
| ---------------------------- | ---------------------------- | ---------------------------- | ------- | ----- | ------ |
|                              | Travailliste                 | John Biggs                   | 107,667 | 62,97 | +28.27 |
|                              | Conservateur                 | John Moss                    | 24,923  | 14,57 | -2.91  |
|                              | Green                        | Chris Smith                  | 10,891  | 6,4   | +0.1   |
|                              | Libéral Démocrate            | Richard Macmillan            | 7,351   | 4,3   | -3.2   |
|                              | BNP                          | Paul Borg                    | 7,031   | 4,1   | -5.7   |
|                              | Communities United           | Kamran Malik                 | 6,774   | 4,0   | N/A    |
|                              | UKIP                         | Steven Woolfe                | 5,243   | 3,1   | +1.4   |
|                              | Communist League             | Paul Davies                  | 1,108   | 0,6   | N/A    |
| Majorité                     | Majorité                     | Majorité                     | 82,744  | 48,4  | +31    |
| Total des suffrages exprimés | Total des suffrages exprimés | Total des suffrages exprimés | 170,988 | 98.1  |        |
| Votes nuls                   | Votes nuls                   | Votes nuls                   | 3,293   | 1.9   |        |
| Participation                | Participation                | Participation                | 174,281 | 34,8  |        |

| Parti         | Parti                         | Candidat             | Voix    | %     | ±      |
| ------------- | ----------------------------- | -------------------- | ------- | ----- | ------ |
|               | Travailliste                  | John Biggs           | 63,635  | 34,69 | +8.64  |
|               | Conservateur                  | Phil Briscoe         | 32,082  | 17,49 | +1.25  |
|               | Respect                       | Hanif Abdulmuhit     | 26,760  | 14,59 | +1.13  |
|               | BNP                           | Bob Bailey           | 18,020  | 9,82  | N/A    |
|               | Libéral Démocrate             | Rajonuddin Jalal     | 13,724  | 7,48  | –5.01  |
|               | Green                         | Heather Finlay       | 11,478  | 6,26  | +0.32  |
|               | Christian (Christian Peoples) | Thomas Conquest      | 7,306   | 3.98  | +0.93  |
|               | UKIP                          | Michael McGough      | 3,078   | 1,68  | –10.63 |
|               | National Front                | Graham Kemp          | 2,350   | 1,28  | N/A    |
|               | Left List                     | Michael Gavan        | 2,274   | 1,24  | N/A    |
|               | Démocrates anglais            | John Griffiths       | 2,048   | 1,12  | N/A    |
|               | Communist League              | Julie Crawford       | 701     | 0,37  | N/A    |
| Majorité      | Majorité                      | Majorité             | 31,553  | 17,2  | +6.2   |
| Participation | Participation                 | Participation        | 183,456 |       |        |
|               | Travailliste retenir          | Travailliste retenir | Swing   |       |        |

| Parti         | Parti                | Candidat             | Voix    | %    | ±     |
| ------------- | -------------------- | -------------------- | ------- | ---- | ----- |
|               | Travailliste         | John Biggs           | 38,085  | 29,1 | –16.9 |
|               | Conservateur         | Dr Shafi Choudhury   | 23,749  | 18,1 | –1.4  |
|               | Respect              | Oliur Rahman         | 19,675  | 15,0 | N/A   |
|               | Libéral Démocrate    | Guy Burton           | 18,255  | 13,9 | –4.6  |
|               | UKIP                 | Christopher Pratt    | 17,997  | 13,8 | N/A   |
|               | Green                | Terry McGrenera      | 8,687   | 6,6  | –5.4  |
|               | Christian Peoples    | Christopher Gill     | 4,461   | 3,4  | N/A   |
| Majorité      | Majorité             | Majorité             | 14,336  | 11,0 | –13.7 |
| Participation | Participation        | Participation        | 130,909 | 30,0 | +5.3  |
|               | Travailliste retenir | Travailliste retenir | Swing   |      |       |

| Parti         | Parti                                  | Candidat       | Voix   | %    | ±   |
| ------------- | -------------------------------------- | -------------- | ------ | ---- | --- |
|               | Travailliste                           | John Biggs     | 45,387 | 45,9 | N/A |
|               | Conservateur                           | Syed Kamall    | 19,266 | 19,5 | N/A |
|               | Libéral Démocrate                      | Janet Ludlow   | 18,300 | 18,5 | N/A |
|               | Green                                  | Peter Howell   | 11,939 | 12,1 | N/A |
|               | London Socialist                       | Austin Burnett | 3,908  | 4,0  | N/A |
| Majorité      | Majorité                               | Majorité       | 26,121 | 26,4 | N/A |
| Participation | Participation                          | Participation  | 98,800 | 24,7 | N/A |
|               | Conservateur vainqueur (nouveau siège) |                |        |      |     |

## Référence
- (en) Cet article est partiellement ou en totalité issu de l’article de Wikipédia en anglais intitulé « City and East (London Assembly constituency) » (voir la liste des auteurs).

1. ↑  « BBC NEWS | Election 2008 | London Elections: City & East », sur news.bbc.co.uk
2. ↑  « Greater London Authority Election Results », sur www.election.demon.co.uk
3. ↑  London & Local Elections 2000: City and East, BBC News